# 태안 설위설경
태안 설위설경(泰安 設位說經)은 대한민국 충청남도 태안군 소원면 소근리, 장세일에게 지정된 무형문화재이다. 1998년 7월 25일 충청남도의 무형문화재 제24호로 지정되었다.

## 개요
설위설경(設位設經)은 설경(設經)이라고도 하는데, 경(經)을 이야기한다는 뜻을 지니고 있지만 넓은 뜻으로는 법사(法師)의 굿 장소를 종이로 꾸며 장식한 곳을 가리키기도 한다.
설위설경 장소를 만들려면 창호지에다 신령, 보살의 모습과 부적, 꽃무늬 등을 오려서 만든다. 이것은 굿당의 단순한 장식이 아니라 귀신을 잡아 가두는 도구이다. 창호지를 가위나 칼로 자르거나 오려서 만드는데, 주사라는 붉은 광물을 섞은 물감으로 신령의 이름을 쓰거나, 그림을 그리기도 하고 부적을 써 붙이기도 한다. 설위설경은 규모에 따라 대설경, 홑설경 등으로 나뉘기도 한다. 예전에는 설위설경이 전국적으로 분포하였으나 이제는 그 명맥이 충청도 일원에서만 보이고 있으며, 다른 지방의 이른바 '선굿'과 마구 혼합되어 가는 실정이다.
설위설경은 토착신앙이자 전통문화로, 이를 보존하기 위해 무형문화재에 지정되었다.

## 명예보유자 인정
| 성명            | 성별 | 생년월일  | 기.예능  | 주소                            | 인정일자  | 해제일자 | 비고 |
| --------------- | ---- | --------- | -------- | ------------------------------- | --------- | -------- | ---- |
| 장세일 (張世壹) | 남   | 1932.8.14 | 설위설경 | 충남 태안군 소원면 장원길 440-8 | 2017.5.30 |          |      |

- 인정사유 : 충청남도 무형문화재 제24호 태안 설위설경 보유자 장세일은 그동안 해당 종목의 전승을 위하여 헌신해 왔으나 고령과 건강상의 이유로 보유자로서의 원활한 전승활동이 어렵고, 또한 후진 양성과 전승 활성화를 위해 명예보유자로 인정받기를 원함에 따라 명예보유자로 인정함.[1]

## 참고 자료
- 태안설위설경 - 국가유산청 국가유산포털